# Comté de Big Stone
Pour les articles homonymes, voir Big Stone.
Le Comté de Big Stone est situé dans l’État du Minnesota, aux États-Unis. Il comptait 5 166 habitants en 2020. Son siège est Ortonville.